# Aedes saipanensis
Aedes saipanensis är en tvåvingeart som beskrevs av Stone 1945. Aedes saipanensis ingår i släktet Aedes och familjen stickmyggor. Inga underarter finns listade i Catalogue of Life.